# Петър Трендафилов (тенисист)
 Тази статия е за тенисиста.  За земеделския деец вижте Петър Трендафилов (политик).  
Петър Трендафилов е български тенисист роден на 11 септември 1984 г. През 2012 г. е поканен в отбора на България за Купа Дейвис. Активът му за Купа Дейвис е три победи в мачове на двойки, заедно с Тодор Енев. Играе предимно на турнири в България. Състезател е на тенис клуб „Севлиево“.

## Кариера
През 2009 г. е шампион на двойки от държавното лично първенство с Динко Халачев. През следващата година печели титлата при смесените двойки с Таня Германлиева.
Финалист е на сингъл от първенствата на България в зала през 2010 и 2012 г., като губи финалите съответно от Валентин Димов и Тодор Енев.Заедно с Динко Халачев са шампиони на двойки за същите години.

## Класиране в ранглистата в края на годината
| Година | 2007 | 2008 | 2009 | 2010 |
| Сингъл | 1252 | 1923 | 1711 | 1626 |
| Двойки | -    | -    | 1525 | -    |

## Финали

### Загубени финали на двойки (1)
| Година | Турнир | Категория | Партньор        | Съперници                       | Резултат    |
| 2002   | Плевен | ITF SAT 1 | Антоан Гергинов | Николай Мишин Джонатан Вавринка | 3 – 6 2 – 6 |